# 조 맨텔
조 맨텔(Joe Mantell, 영어 발음: /mænˈtɛl/, 1915년 12월 21일 ~ 2010년 9월 29일)은 미국의 영화 및 텔레비전 배우이다. 1955년 영화 《마티》에서 절친 앤지 역을 통해 아카데미 남우조연상 후보에 올랐다. 제2차 세계 대전 중에 육군에 복무했다.

## 참여 작품
- 마티 (1955)
- 새 (1963)
- 켈리의 영웅들 (1970)
- 차이나타운 (1974)
- 맨 투 맨 (1984)
- 불륜의 방랑아 (1990)